# Daniel Kinsey
Daniel Kinsey (Estados Unidos, 22 de enero de 1902-27 de junio de 1970) fue un atleta estadounidense, especialista en la prueba de 110 m vallas en la que llegó a ser campeón olímpico en 1924.

## Carrera deportiva
En los JJ. OO. de París 1924 ganó la medalla de oro en los 110 m vallas, empleando un tiempo de 15.0 segundos, superando al sudafricano Sidney Atkinson y al sueco Sten Pettersson (bronce con 15.4 segundos).